# 達斯科特角

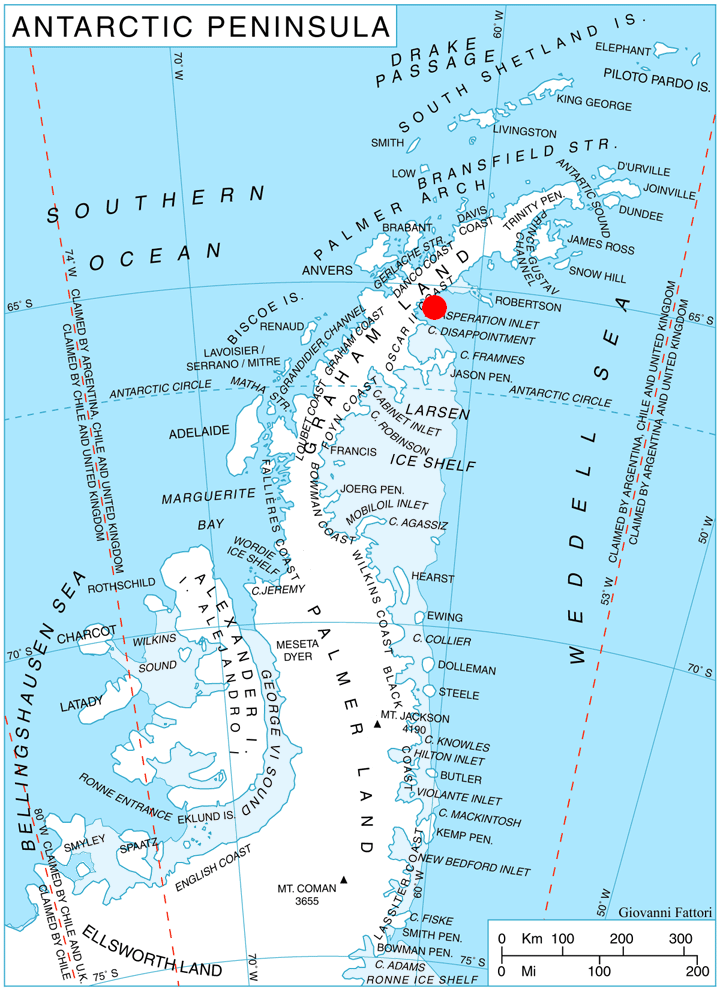

65°09′41″S 61°33′22″W / 65.16139°S 61.55611°W
達斯科特角（英語：Daskot Point）是南極洲的海岬，位於奧斯卡二世海岸，處於聖戈拉茲德峰以東11.38公里和懷特塞德山以南4.3公里的亞姆福里納灣入口處北面，以保加利亞北部鄉鎮命名，現時由南極條約體系管理。